# Sandstedt
Sandstedt este o comună din landul Saxonia Inferioară, Germania.